# 李韓永
李 韓永（イ・ハニョン〈李韓英〉、1961年 - 1997年2月25日）は、金正日の元妻（正確には結婚していない）成蕙琳の実姉・成蕙琅の息子で、金正男の従兄。脱北者。北朝鮮の暴露本を出版したことで知られている。出生名は李 一男（リ・イルラム）。平壌出身。金正日の命令によりソウル近郊で銃殺された。

## 人物
平壌では、金正日夫妻とその子息、金正男らと生活をともにした。
1978年にモスクワ言語大学文学部に入学。卒業後、フランス語を学ぶためにジュネーヴの大学に留学していたが、1982年に韓国へ亡命し、整形手術を受けた上改名し、結婚した。その後1987年12月にKBS国際局に入社してロシア語の放送プロデューサーとなった。1996年、韓国メディアのインタビューに応じ、金一族の内情を話し、暴露本『平壌「十五号官邸」の抜け穴』を出版した。また、同年発行した『大同江ロイヤルファミリー・ソウル潜行14年』でも、金正日一家の赤裸々な日常を公表、それ以降も各種のメディアを通じ、「喜び組」や「秘密パーティー」などといった「体制の恥部」とも言える秘められた事項をさらけ出した。
翌1997年2月15日、身を寄せていた友人宅前で北朝鮮の工作員2名により頭部に銃撃を受けて脳死状態に陥り、10日後に死亡した。その後、同年10月27日に北朝鮮の工作員夫婦が逮捕され（妻の方は自殺）、夫を取調べた結果、韓永の暗殺は朝鮮労働党社会文化部の特殊工作組のメンバーによる犯行と断定され、金正日総書記の指示によるものと判断された。
その後、彼の妻は「保護対策が疎かだったために夫が殺害された」として、2002年2月に韓国政府を相手取り4億8,000万ウォン以上の損害賠償請求を起こした。韓国司法当局は、一審・控訴審とも国家の責任を認め、2008年8月に最高裁が上告を棄却し、原告側勝訴の判決が確定した。ただし、彼が国情院の勧告や忠告を無視して内外メディアのインタビューに答えたり、暴露本を出版したことから国家の責任を6割とし、賠償額は9,699万ウォンとなった。

## 著書
- 『大同江ロイヤルファミリー・ソウル潜行14年』（東亜日報社、1996年）
  - 『金正日が愛した女たち―金正男の従兄が明かすロイヤルファミリーの豪奢な日々』

浅田修訳・解説、徳間書店、2001年／徳間文庫、2003年。上記の日本語訳
- 日本語訳『平壌「十五号官邸」の抜け穴』（太刀川正樹訳・構成、ザ・マサダ、1996年）
  - 新版改題『金正日に暗殺された私』（廣済堂出版、2003年）ISBN 978-4-331-51000-1

### 関連文献
- 成蕙琅 著、萩原遼 訳『北朝鮮はるかなり　金正日官邸で暮らした20年』文藝春秋〈文春文庫〉、2003年。ISBN 978-4167651312。

母の著作：単行判は文藝春秋 上・下、2001年